# Vánoční dohoda
Vánoční dohoda (slovensky Vianočná dohoda) je dokument podepsaný v Bratislavě před Vánocemi roku 1943, na jehož základě vznikla (v dějinách poslední, v té době ilegální) Slovenská národní rada. SNR následně vyšla z ilegality po vypuknutí SNP na povstaleckém území.
Dokument je rozdělen do dvou částí, první se vztahuje na činnost SNR: SNR má za úkol vést odboj proti Slovenskému státu v čele s prezidentem dr. Josefem Tisem. Nastane-li příležitost, SNR ji má svrhnout a má se uchopit moci v zemi. Má se rovněž stát vůdčím orgánem Slovenska, dokud se nenajdou vhodní představitelé, kteří převezmou moc. SNR má udržovat kontakty „česko-slovenskou vládou a s celým zahraničním odbojem, jejichž práci na mezinárodním a vojenském poli uznává a podporuje“. 
Druhá část dokumentu se vztahuje na vznik budoucí Československé republiky na principu rovnosti českého a slovenského národa. Příští stát má být v úzkém kontaktu s ostatními slovanskými národy a hlavně se Sovětským svazem. Nová republika má být demokratická a v jejím politice mají být odstraněny složky „fašistické, rasistické, totalitní a takové, které budou v rozporu s těmito zásadami“. V tomto duchu se má vést i ekonomiku, sociální otázky, kultura, školství a výchova v budoucí republice. V dokumentu se mluví také o náboženské otázce v budoucí ČSR: „Zachována má být svoboda náboženských vyznání, vyloučen má být však vliv církve na směr a vedení státu.“ Dokument končí kapitolou s názvem Ústavně záležitostí ve vztahu českého a slovenského národa.

## Vojensko-politická situace a vznik Vánoční dohody
Československá exilová vláda v Londýně, v jejímž čele byl Edvard Beneš, vyvíjela aktivity proti Slovenskému státu. Přívrženci exilové vlády začali na Slovensku připravovat povstání. Jejich účast na odboji však nebyla podnícena jen Benešovými tezemi o čechoslovakismu. Mnozí z hlavních účastníků Slovenského národního povstání byli významní činitelé slovenského politického života různých směrů včetně osobností spjatých se Slovenským státem (Dr. Imrich Karvaš a Ing. Peter Zaťko). Občanské skupiny zastupovali Rudolf Frašťacký, Dr. Martin Kvetko, Dr. Jozef Lettrich, komunisty např. Dr. Gustáv Husák, Laco Novomeský, sociální demokraty Dr. Jozef Šoltész aj. Většina z nich se obávala o postavení Slováků po válce, protože Hitlerova Třetí říše začala postupně upadat. 
Proto představitelé komunistů z KSS, demokratických a občanských skupin a strany sociální demokracie uzavřely v prosinci 1943 v Bratislavě Vánoční dohodu, kde se mluvilo o vzniku SNR a o odboji. Za komunistickou stranu ji podepsali Karol Šmidke, Gustáv Husák a Laco Novomeský, za občanské skupiny Jozef Lettrich, Ján Ursíny, Matej Josko a Peter Zaťko a za sociálnědemokratickou stranu Ivan Horváth. Později se členem SNR stal i sociální demokrat Jozef Šoltész a další zástupci občanských skupin.